# Reichsamt für Wirtschaftsausbau
Das Reichsamt für Wirtschaftsausbau (RWA) war eine dem Reichswirtschaftsministerium untergeordnete Behörde in der Zeit des Nationalsozialismus. Sein Vorläufer, die Reichsstelle für Wirtschaftsausbau, entstand 1938 und diente der Organisation von Planung, Aufbau und Produktion der deutschen Rohstoffindustrie zum Zweck der Kriegsvorbereitung.

## Vorgeschichte
Zur Durchsetzung der nationalsozialistischen Aufrüstung gründete der Beauftragte für den Vierjahresplan, Hermann Göring, im Herbst 1936 das Amt für deutsche Roh- und Werkstoffe. Dieses ging aus dem Rohstoff- und Devisenstab hervor, welcher hinter vorgehaltener Hand, wegen starker Beteiligung des Managements der I.G. Farben, „Rohstoff- und I.G.-Stab“ genannt wurde. Nach Dietmar Petzina bildete das von Oberst Fritz Löb geleitete Rohstoffamt das „Herz der gesamten Vierjahresplanorganisation“. Die Aufgabe dieser zentralen Vierjahresplan-Behörde bestand darin, rasch massive Produktionssteigerungen bei der Rüstungs- und Grundstoffindustrie durchzusetzen und den Bau neuer Produktionsanlagen für Metalle, chemische Erzeugnisse und Mineralöle zu generieren. Mit Gründung des von der NSDAP beherrschten Rohstoffamts verlor das von Hjalmar Schacht geleitete Reichswirtschaftsministerium (RWM) sein bisheriges Machtmonopol zur Durchsetzung politischer Ziele in der Wirtschaft. Nach den dadurch ausgelösten, anhaltenden Kompetenzkonflikten mit Göring und dessen Vierjahresplan-Behörde trat Reichswirtschaftsminister Hjalmar Schacht Ende 1937 zurück. Schachts Interims-Nachfolger als Reichswirtschaftsminister Göring löste das Rohstoffamt im Februar 1938 auf und verschmolz dessen Kompetenzen mit dem RWM. Im Kern war dies eine Übernahme des RWM durch die Partei.

## Kompetenzen des RWA
Das RWM erhielt nicht sämtliche Kompetenzen des früheren Rohstoffamts. Die Zuständigkeit für „Forschung und Entwicklung“ sowie für „Planung und Durchführung“ erhielt die 1938 gegründete, dem RWM formal untergeordnete „Reichsstelle für Wirtschaftsausbau“ (RWA), deren Leitung der Offizier Dr. Ing. Albrecht Czimatis (1897–1984) erhielt. Im Dezember 1939 erfuhr die Reichsstelle für Wirtschaftsausbau einen starken Machtzuwachs, „der daraus resultierte, dass der einflussreiche Chemiker Dr. Carl Krauch, eine ‚Schlüsselfigur d[er] Verflechtung von NS-Staat u[nd] I.G.-Farben‘ den farblosen Albrecht Czimatis als Leiter der RWA abgelöst hatte. Zugleich war die bisherige Reichsstelle in ein Reichsamt für Wirtschaftsausbau umgebildet worden, das formal zwar immer noch dem RWM unterstand, dessen Spitze sich aber als ‚reichsunmittelbar‘ empfand und dementsprechend machtbewusst agierte.“
Krauch wurde praktisch Chemieminister des Dritten Reiches und der Chemische Erzeugungsplan wurde als „Vierter“ Wehrmachtsteil bezeichnet. Was an Rüstung des Soldaten „nicht Eisen ist“, so hieß es im Kriege „ist Chemie - auch der Uniformrock!“. Laut Johannes Eckell lag das Reichsamt für Wirtschaftsausbau „in den Händen von Krauch“. Der Einfluss der I.G. Farben ist nach außen bekannt geworden und von außenstehenden Industriegruppen öffentlich missbilligt worden. Gegen das Amt wurde der Vorwurf erhoben, dass es als „Werbe- und Verkaufsbüro“ der I.G. Farben auftrete.
Die Reichsstelle für Wirtschaftsausbau bzw. das Reichsamt für Wirtschaftsausbau errichtete unter anderem die Anlagen zur Produktion von synthetischem Benzin und synthetischem Gummi. Zur Förderung der naturwissenschaftlich-technische Forschung wurden eigene Institute aufgebaut. 1938 arbeiteten rund 150 Professoren für das Amt. Am 5. August 1938 forderte die Reichsstelle für Wirtschaftsausbau in einer Ausarbeitung die „Beherrschung der rumänischen Ölfelder und somit des gesamten Donauraums“ zur Sicherstellung des deutschen Mobilmachungsbedarfs. Am 13. August 1938 erließ die Reichsstelle für Wirtschaftsausbau den Schnellplan, der die kriegswirtschaftliche Bereitschaft Deutschlands für Herbst 1939 festlegte.
Nachdem 1937/38 sich der projektierte Treibstoffbedarf für den Kriegsfall als viel zu niedrig erwies und der Aufbau Hydrierwerke für synthetisches Benzin nicht im erforderlichen Tempo vorankam, begann das RWA sich im Rahmen der deutschen Rüstungsbemühungen intensiv mit der Erforschung von mit Holz und Kohle betriebenen Gasgeneratoren für LKWs und vor allem für landwirtschaftliche Traktoren zu beschäftigen. Der Deutsche Volkswirt schrieb dazu Ende 1937 in dem Artikel „Kann der Treibstoffbedarf der heutigen Kriegsführung überhaupt befriedigt werden?“ in den Kohleländern müsse aus „wehrwirtschaftlichen Gesichtspunkten“ der Fortschritt mehr in dieser Richtung der unmittelbaren Kohleausnutzung als in dem „kostspieligen, wehrtechnisch bedenklichen und letzten Endes unzureichenden“ Umweg über die Hydrierung gesucht werden. Es kam dabei zu einer engen Kooperation der gesellschaftlichen Teilsysteme Wissenschaft (Schlepperprüffeld Bornim, „Reichskuratorium für Technik in der Landwirtschaft“, TH Berlin), Wirtschaft (u. a. MIAG, Hanomag, Daimler-Benz), Staat und Militär. Das RWA trug neben anderen Forschungsinstitutionen dazu bei das Stand 1943 840.000 Tonnen flüssiger Treibstoff pro Jahr durch Generatorfahrzeuge eingespart wurden.
Im Juli 1938 entstanden auch im RWA die berüchtigten Giftgasdenkschriften, mit der dringenden Empfehlung, im kommenden Krieg im größten Stil Giftgas anzuwenden. Darin wurde ausgeführt die Gaskriegsführung sei eine typische Waffe deutschen Erfindergeistes und „für eine entscheidungssuchende Kriegsführung“ besonders gegen „gegen geistig nicht hochstehende, technisch weniger geschulte Armeen“ bestens geeignet. Was Dietrich Eichholtz aller Wahrscheinlichkeit nach als dezenten Hinweis auf den damals projektierten Krieg gegen die Sowjetunion interpretiert.

## Bewertung
Das Reichsamt war weder eine zivile, militärische noch industrielle Behörde, sondern ein hybrides Gebilde. Es war dem Reichswirtschaftsministerium unterstellt, von einem Militär geführt, und mit Ministerialbeamten, Vertretern aus Industrie und Wissenschaft sowie Offizieren mit wissenschaftlicher Ausbildung besetzt. In der Wissenschaftsforschung wird dies als „Hybridisierung“, im militärisch-industriell-wissenschaftlichen Komplex als „Interpenetration“ oder „strukturelle Kopplung“ und in historischen Studien als „Zwittergebilde“ bezeichnet.
Für Eichholtz entwickelte sich die RWA wie es sich Krauch und den IG Farben von Anfang an vorschwebte zu einem ambitionierten und mit hohen Vollmachten versehenen rohstoff- und rüstungswirtschaftlichen Generalstab zur Verfügung von Göring und Hitler.